# Alvise da Segna
Alvise da Segna (Segna, XV secolo – XV secolo) è stato un pittore italiano, specializzato nella pittura su vetro.

## Biografia

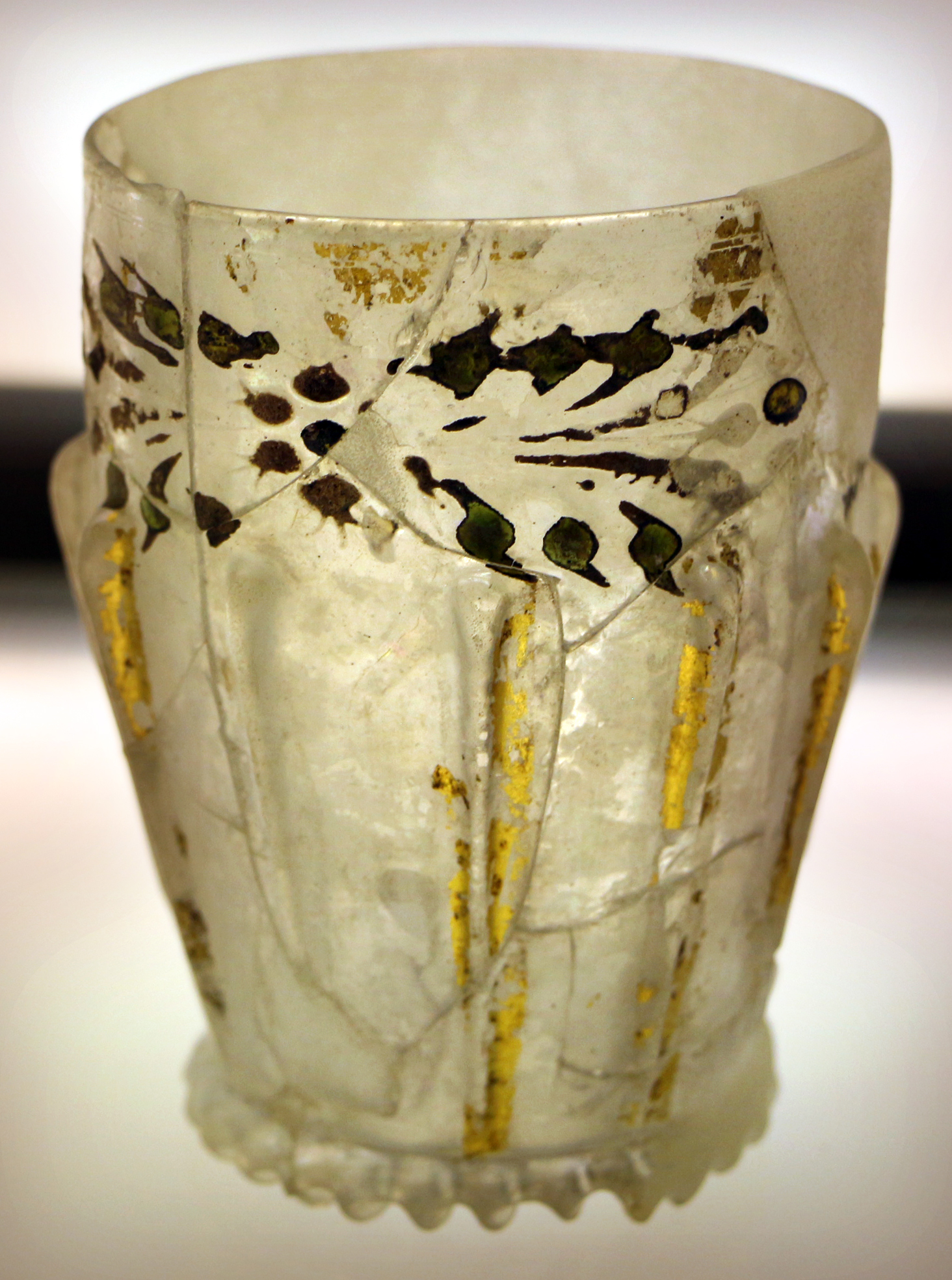
Bicchiere costolonato dipinto e dorato, 1475-1525 circa

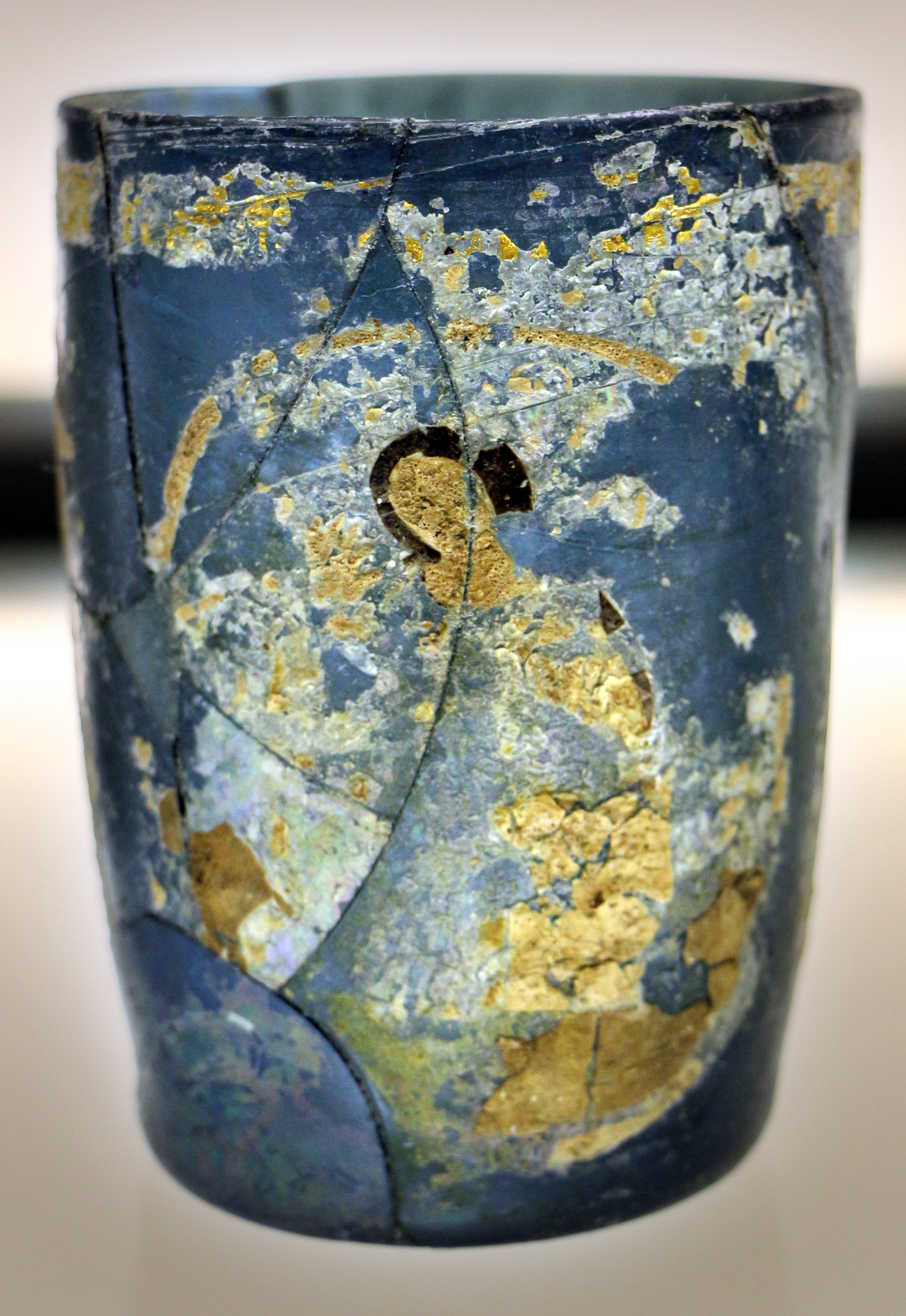
Bicchieri in vetro azzurro con annunciazione o putti, 1475-1525 circa

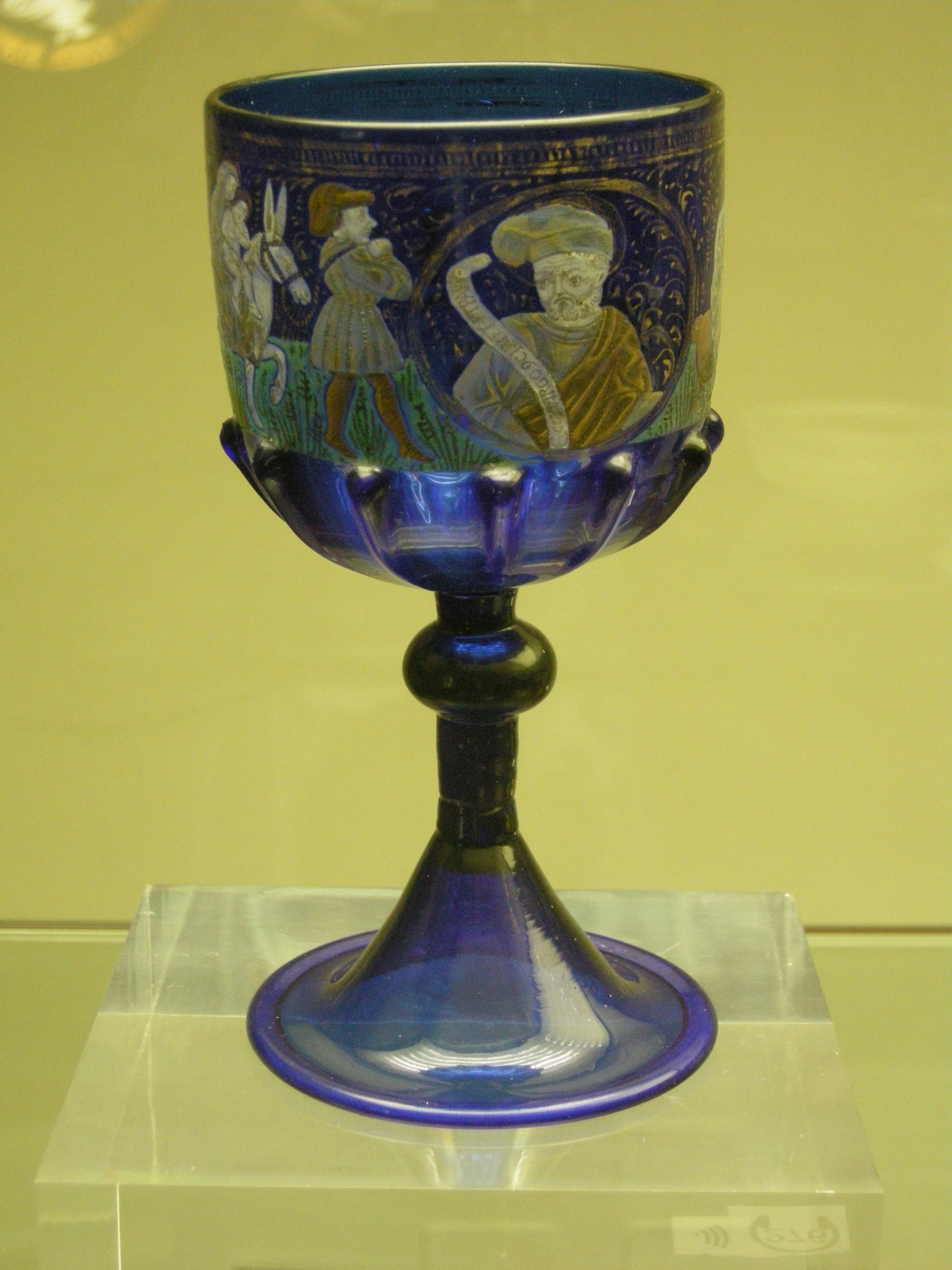
Adorazione dei Magi, metà del XV secolo, Museo civico medievale

Alvise da Segna, nacque a Segna, un borgo che sorge di fronte alle isole di Veglia e di Pervicchio.
Fu attivo a Murano intorno alla seconda metà del XV secolo.
In un documento storico risalente al 1482, Alvise da Segna è menzionato come «pittore e vetraio».
Non si posseggono notizie specifiche sulle sue opere, ma essendo stato allievo e collaboratore di un famoso maestro, Valentino Ungaro, che insegnava in una scuola a Murano, si specializzò nella decorazione a smalto su vetro, di cui abbiamo valide testimonianze nel primo Rinascimento veneziano.
Nel Quattrocento, i maestri pittori e vetrai, come Valentino Ungaro e Alvise da Segna, utilizzarono il vetro soffiato anche come mezzo di produzione artistica e non più solo utilitaristica.
Si diffusero nella seconda metà del XV secolo i primi vetri "cristallini" sui quali gli artisti come Alvise da Segna tracciarono, utilizzando smalti colorati fusibili, soggetti e temi di trionfi allegorici, immagini floreali, frutta, figure mitologiche, ispirati dalle pitture e dalle incisioni.
Anche le forme dei vetri seguirono fedelmente quelle dei vasi, delle coppe, dei piatti d'oro e d'argento contemporanei.
Il vetro di fondo dei lavori muranesi, inizialmente trasparente e colorato, verso la fine del XV secolo diventò sempre più trasparente e incolore, "cristallino", e contemporaneamente le decorazioni sempre più lievi e collocate lungo i bordi dell'oggetto.